# سيدة أوكسير

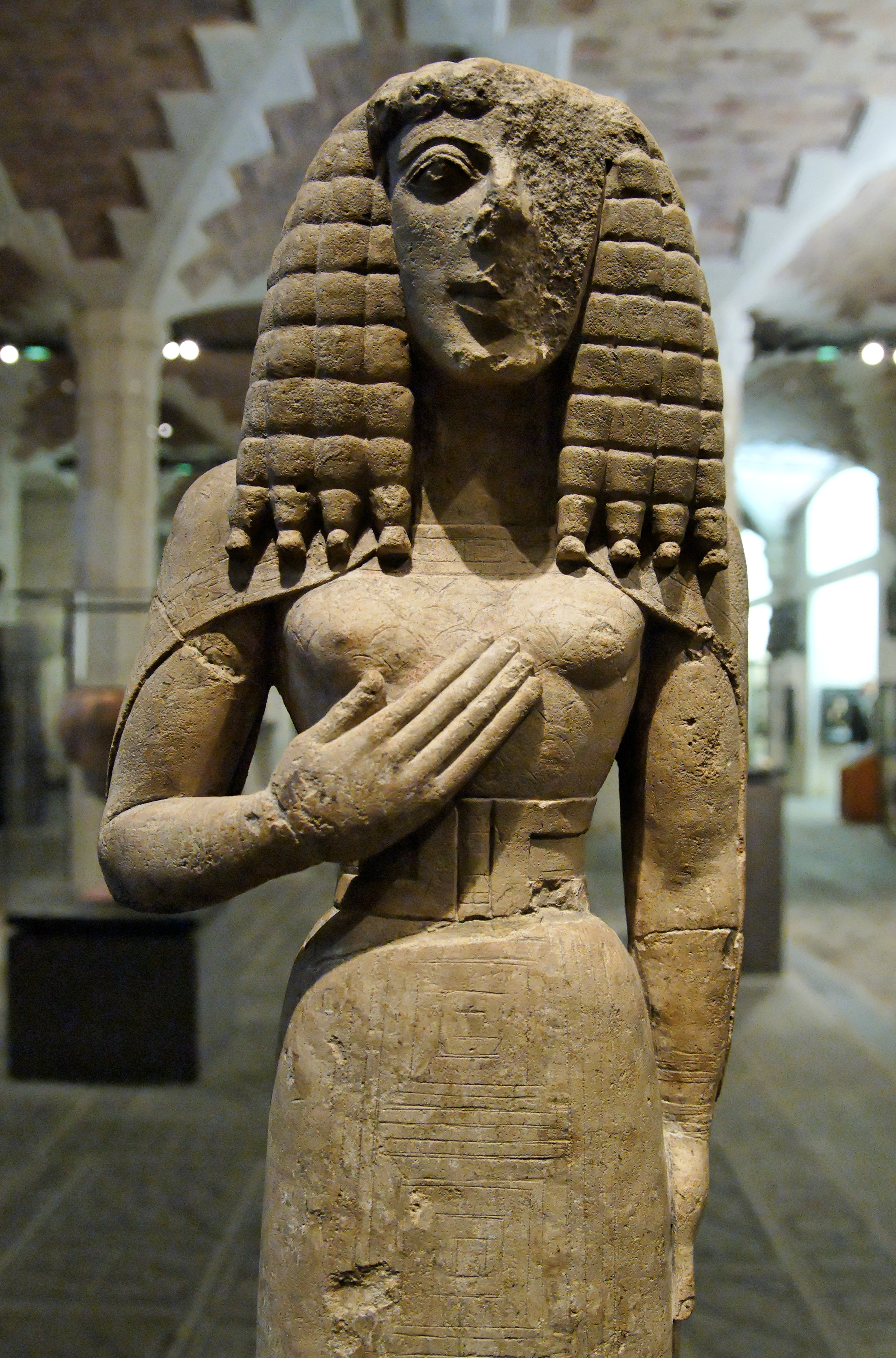
سيدة أوكسير

تمثال صغير نسبيًا من الحجر الجيري (ارتفاع 75 سم) يسمى سيدة أوكسير (أو أوكسير كور)، في متحف اللوفر في باريس يصور معبودة يونانية قديمة من حوالي 650 - 625 قبل الميلاد. إنها كور («عذراء»)، ربما ناخبة وليست الإلهة العذراء بيرسيفون نفسها، لأن يدها اليمنى تلامس الضفيرة الشمسية ويبقى يسارها متيبسًا بجانبها (بازل 2001). من الممكن أيضًا أن يكون كور هو تصوير لشخص متوفى، ربما في وضع الصلاة.

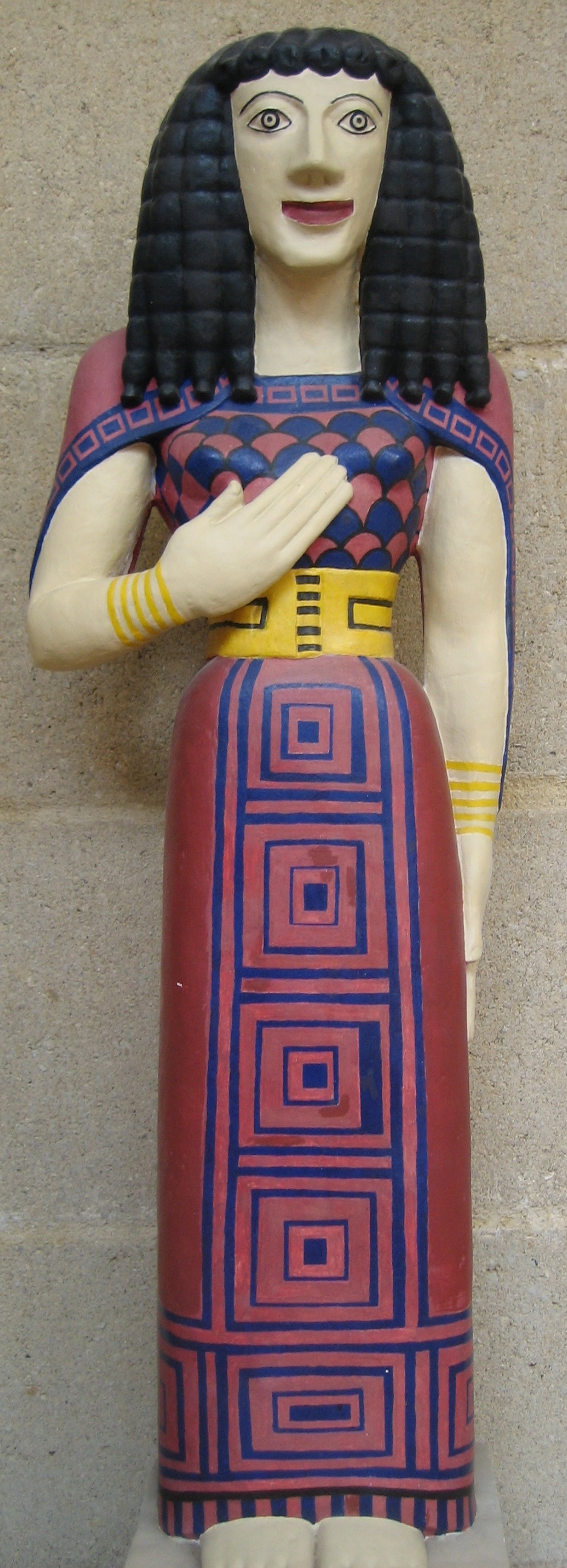
قالب للنحت، مع إعادة بناء اللون المفترض، في متحف علم الآثار الكلاسيكي، كامبريدج

عثر ماكسيم كوليجنون، أمين متحف اللوفر، على التمثال في قبو تخزين في متحف أوكسير، وهي مدينة تقع شرق باريس، في عام 1907. لم يُعرف أي مصدر، ووصوله الغامض إلى متحف فرنسي إقليمي أعطاها جاذبية صحفية، وفقًا لدراسة متحف اللوفر.
يعود تاريخ النحت القديم، الذي يحمل آثارًا للزخرفة متعددة الألوان، إلى القرن السابع قبل الميلاد، عندما كانت اليونان تخرج من عصرها المظلم. لا يزال لديها الخصر الضيق للمعبودة مينوان الميسينية، وشعرها المتصلب يوحي بالتأثير المصري. تم تسمية النمط القديم القديم بشكل خيالي بـ «ديداليك». غالبًا ما يوصف تلميحها السري والمعرف والهادئ للابتسامة على أنها «ابتسامة قديمة». تم العثور على المنحوتات والمزهريات المرسومة التي تعرض أنماطًا مترابطة خارج جزيرة كريت وكذلك في رودس وكورنث وسبارتا (بازل 2000). ساعدت الحفريات التي قام بها نيكولاوس ستامبوليديس في تسعينيات القرن الماضي في إليوثيرنا في كريت في تحديد تاريخ ومكان منشأ سيدة أوكسير، في منطقة إليوتيرنا وجورتين، مع التعافي من القبور لوجوه عاجية ورموز قضيبية منحوتة متشابهة جدًا.